# 民討伐団
民討伐団（みんとうばつだん）は、大韓帝国時代末期に結成された自警団。

## 概要
この当時、韓国併合の動きに反対する義兵が各地で決起していた。しかし、補給のあてがないため、次第に追い詰められていった。中には軍資金調達と称し、略奪を行う者も現れるようになった。挙句の果てには、抗日運動そっちのけで略奪のみを行う単なる盗賊集団に成り下がる者まで出始めた。
このような略奪から身を守るために、農村部で自然発生的に結成されたのが「民討伐団」である。
ところが、この民討伐団も村の乱暴者が集まったことで不良化し、近隣の村を荒らしまわるようになった。中には、日本の韓国駐剳軍から「日本軍に協力的な民討伐団」というお墨付きを得て、これを「錦の御旗」として暴れまわる民討伐団がでる始末であった。
結局、民討伐団も義兵と同様に鎮圧の対象とされるに至った。